# Friedrich Wagner (Fußballspieler, 1958)
Friedrich Wagner (* 1. August 1958 in Essen; † 22. Februar 2002) war ein deutscher Fußballspieler.

## Karriere

### Vereine
Wagner begann im Jahr 1970 in der Jugendabteilung des FC Schalke 04 mit dem Fußballspielen. Am 12. Juli 1975 erreichte er mit der Mannschaft das Finale um die Deutsche Jugendmeisterschaft der A-Jugend, das in Marburg gegen den VfB Stuttgart mit 0:4 verloren wurde.
Dem Jugendalter entwachsen rückte er zur Saison 1977/78 in die Erste Mannschaft auf, für die er am 21. Januar 1978 (22. Spieltag) beim 4:1-Sieg im Heimspiel gegen den Bundesliganeuling FC St. Pauli mit Einwechslung für Manfred Ritschel ab der 82. Minute debütierte. Sein einziges Bundesligator für den Verein in insgesamt 28 Punktspielen bis Saisonende 1978/79 erzielte er am 22. April 1978 (33. Spieltag) beim 2:0-Sieg im Heimspiel gegen Hertha BSC mit dem Treffer zum Endstand in der 85. Minute. Des Weiteren wurde er in der 1. und 2. Runde im Wettbewerb um den DFB-Pokal 1978/79 gegen den TSV 1860 München und den VfB Stuttgart eingesetzt.
Von 1979 bis 1981 war er für den FC 08 Homburg in der Gruppe Süd der seinerzeit zweigleisigen 2. Bundesliga in insgesamt 45 Punktspielen, in denen er elf Tore erzielte, und in fünf Pokalspielen, in denen er ein Tor erzielte, aktiv.

### Nationalmannschaft
Wagner bestritt in den Jahren 1973 und 1974 vier Länderspiele für die im Jahr 1956 vom DFB gegründete Schülernationalmannschaft. Im Jahr 1975 bestritt er alle drei Länderspiele für die DFB-Jugendauswahl „B“. Er gehörte der Mannschaft an, die ihre Premiere am 30. Juli 1975 in Heinola im Rahmen eines Turniers in Finnland mit 5:1 gegen die Auswahl Norwegens gewann. Am 1. August 1975 bestritt er in Kuusankoski das mit 2:4 verlorene Spiel gegen die Auswahl Dänemarks und beim 2:1-Sieg über die Auswahl Islands am 2. August in Pieksämäki erzielte er beide Tore.
Für die DFB-Jugendauswahl „A“ bestritt er im Zeitraum von 1975 bis 1977 sechs Länderspiele, in denen er ein Tor erzielte. Sein Debüt für diese Auswahl hatte er am 16. September 1975 in Aachen beim 1:1-Unentschieden gegen die Auswahl Belgiens mit Einwechslung für Ulrich Hintzen. Am 29. Oktober 1975, im letzten Spiel des Jahres, erzielte er in Lüdenscheid beim 2:1-Sieg über die Auswahl Irlands sein einziges Tor. Im Jahr 1976 bestritt er von 18 ausgetragenen Spielen einzig das letzte, am 11. Dezember in Hagen beim 1:1-Unentschieden gegen die Auswahl der DDR. Im Jahr 1977 bestritt er die ersten drei Spiele des Jahres; gegen die Auswahl Belgiens (0:1; am 2. Februar in Brüssel), Irlands (2:0; am 4. Februar in Dublin) und Liechtensteins (10:0; am 5. März in Esslingen).

## Erfolge
- Finalist Deutsche A-Jugendmeisterschaft 1975

## Sonstiges
Sein älterer Bruder Hans-Joachim spielte für Borussia Dortmund in der Bundesliga und der 2. Bundesliga und für Rot-Weiss Essen in der 2. Bundesliga.
Friedrich starb im Alter von 43 Jahren an einem Herzinfarkt.